# Requiem (film fra 1991)
|  | Denne artikel er oprettet af botten Steenthbot ud fra en ekstern database. Den kan derfor have sproglige fejl eller mangler. Denne skabelon kan fjernes efter kontrol af indholdet. |

 For alternative betydninger, se Requiem. (Se også artikler, som begynder med Requiem)
Requiem er en dansk kortfilm fra 1991 instrueret af Peter Flinth.

## Handling
En lille film om kunsten at dræbe.

## Medvirkende
- Nikolaj Coster-Waldau
- Wencke Barfoed
- Jaques Matthiessen
- Søren Hauch-Fausbøll
- Leif Skriver
- Johnny Hedegård
- Bjarne G. Nielsen